# GoPro

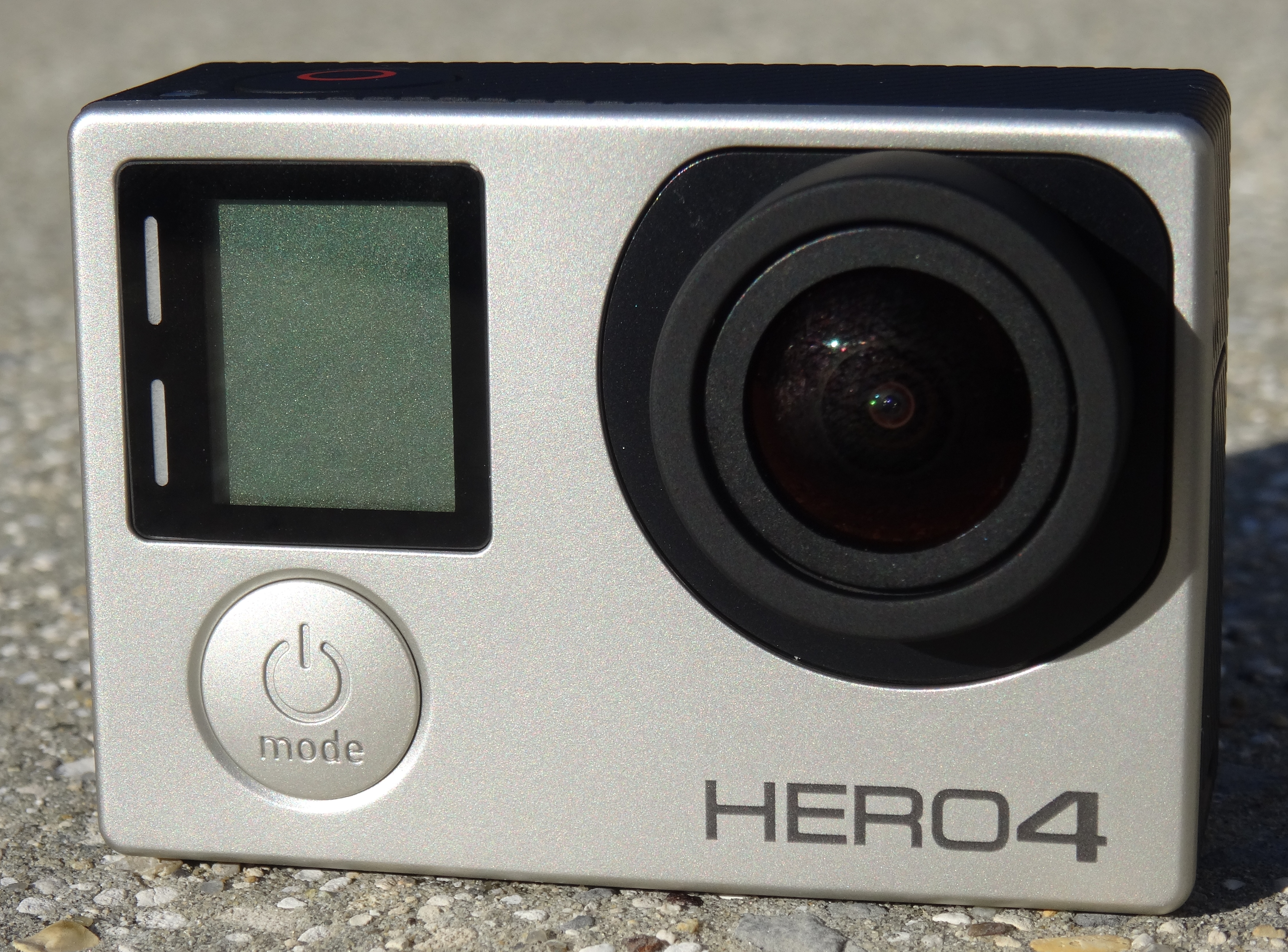
GoPro Hero 4 Silver Edition

GoPro, Inc. (comercializado como GoPro e às vezes estilizado como GoPRO) é uma empresa de tecnologia norte-americana fundada em 2002 por Nick Woodman. Ela fabrica câmeras de ação homônimas, voltada para o público esportista e aventureiro, e desenvolve seus próprios aplicativos móveis e software de edição de vídeo. Fundada como Woodman Labs, Inc, a empresa se concentrou no gênero de esportes conectados, desenvolvendo suas câmeras de linha de ação e, mais tarde, software de edição de vídeo.
A empresa desenvolveu um drone quadcopter, Karma, lançado em outubro de 2016. Em janeiro de 2018, o Karma foi descontinuado e a empresa contratou a JPMorgan Chase para buscar opções de venda da empresa. No entanto, um mês depois, o CEO negou isso.
Sua câmeras possuem características e qualidades de câmeras semiprofissionais sendo versátil para ser utilizada em esportes variados como surf, paraquedismo, automobilismo, montanhismo, motocross.

GoPro Hero 7 Black - novos modelos não precisam de caixa de estanque

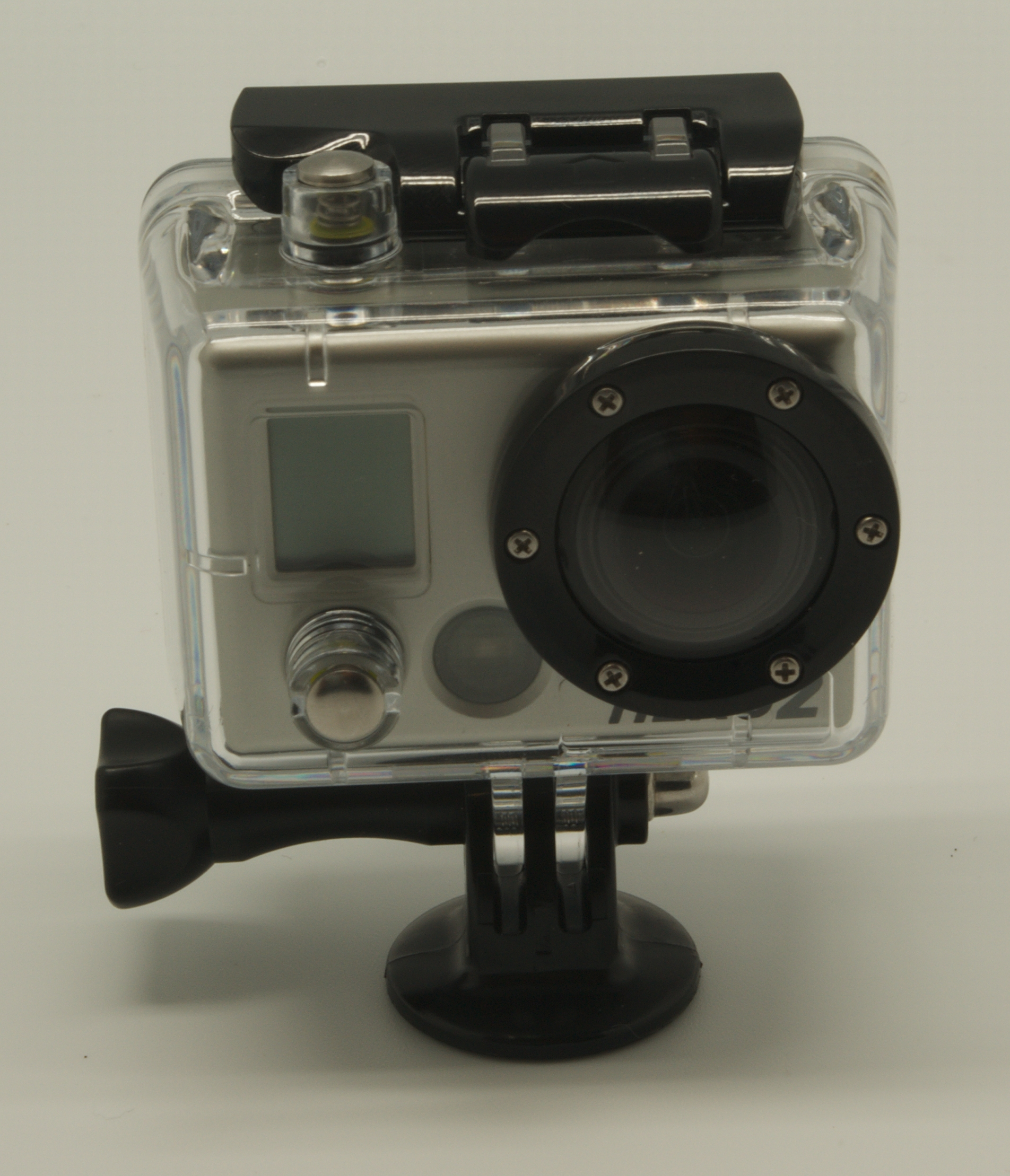
GoPro Hero 2 na caixa à prova d'água

Em Junho de 2014 a empresa realizou uma oferta publica inicial e abriu seu capital no mercado de ações NASDAQ

## História
A empresa foi fundada por Nick Woodman em 2002. Ele foi motivado por uma viagem de surfe à Austrália em 2002, na qual esperava capturar fotos de ação de qualidade, mas não conseguiu porque os fotógrafos amadores não conseguiam chegar perto o suficiente ou comprar equipamentos de qualidade a preços razoáveis. Seu desejo por um sistema de câmeras que capturasse os ângulos profissionais inspirou o nome da 'GoPro'.
Woodman levantou parte de seu capital inicial vendendo cintos de contas e conchas por menos de US $ 20 de sua VW van e, mas tarde, correias da câmera da moda. Ele também recebeu mais de US$ 230.000 de seus pais para investir no negócio.
Em 2004, a empresa vendeu seu primeiro sistema de câmera, que usava filme de 35 mm. Câmeras digitais e de vídeo foram posteriormente introduzidas. Como a de 2014, uma câmera de vídeo HD com lentes fixas e uma ampla lente de 170 graus que estava disponível; duas ou mais podem ser emparelhados para criar um vídeo em 360º.
Em 4 de junho de 2014, a empresa anunciou a nomeação do ex-executivo da Microsoft Tony Bates como presidente se reportando diretamente a Woodman.
Em janeiro de 2016, a GoPro fez uma parceria com a Periscope para transmissões ao vivo.
Depois de aumentar o número de funcionários em mais de 500 em 2015, a empresa respondeu às vendas fracas no quarto trimestre, cortando cerca de 7% de sua força de trabalho (100 trabalhadores) em janeiro de 2016.
Em seu pico, uma parte da GoPro foi avaliada em US$ 86, mas em 26 de março de 2018, apenas US$ 4,81.
Em novembro de 2016, a empresa anunciou que estava demitindo mais 200 funcionários em um esforço para reduzir custos. A empresa também anunciou que o presidente Tony Bates estaria deixando o cargo no final de 2016. Mais 270 empregados foram demitidos em março de 2017, e 250 demissões adicionais se seguiram em janeiro de 2018, deixando a força de trabalho da empresa para "pouco menos de 1.000"